# 飯尾為数
飯尾 為数（いいのお ためかず、？－応仁元年6月11日（1467年7月12日））は、室町時代後期の室町幕府幕臣。飯尾為種の長男。之種の兄。子に為脩（新左衛門尉）・為修（三郎左衛門尉）。下総守と称する。
弟の之種（文明5年（1473年）に51歳で没）の生年より、応永30年（1423年）以前生まれと推定される。嘉吉3年（1443年）12月、父・為種が公人奉行に任じられているにもかかわらず、彼も御前奉行に任ぜられ、「父子相並奉行之条、依器量被仰出歟、眉目之至」と評された。宝徳2年（1450年）12月に政所執事代に任ぜられ、康正元年（1455年）頃に家督を継承、父が没した翌年にあたる長禄2年（1458年）7月には「諸奉行頭」の異名を持つ公人奉行に任じられるが、翌長禄3年（1459年）には「山名相州（教之）之訴訟」により出仕を止められて、家督を弟の之種に譲らされた。その後、寛正4年（1463年）に赦免されて公務に復帰するが、応仁の乱開始直後に東軍側の足利義視・細川勝元らに西軍への内通を疑われて殺害された。また、息子の為脩は翌応仁2年（1468年）11月に細川勝元や日野富子と対立した足利義視が東軍を出奔して西軍に寝返った際に同行している。